# جباری هایندز
جباری هایندز (انگلیسی: Jabarie Hinds؛ زادهٔ ۱۱ مارس ۱۹۹۳) بازیکن بسکتبال اهل ایالات متحده آمریکا است.